# Proteopharmacis ardescens
Proteopharmacis ardescens là một loài bướm đêm trong họ Geometridae.